# باشق نيكوبار
باشق نيكوبار هو أحد أنواع الجوارح المُنتمي إلى فصيلة البيزان. وهي طيورٌ مُتوطنة في جُزر نيكوبار الهنديَّة. منها سُلالتان، السُلالة النمطيَّة التي توجد على جزيرة كار نيكوبار في القسم الشمالي من الأرخبيل، والسُلالة العتيقة (A. b. obsoletus)، من جزيرتي كتشال وكمورتا في وسط الأرخبيل النيكوباري. كان يُحتفظُ بعيِّنةٍ مُحنَّطةٍ لباشقٍ اصطيد في جزيرة نيكوبار الكُبرى، وقد اعتُقد لفترةٍ أنَّه ينتمي لهذا النوع، غير أنَّ التدقيق أظهر أنَّهُ ينتمي لنوعٍ آخر هو باشق بسرى.
موئلها الطبيعي هو الغابات الواطئة الرطبة الاستوائيَّة وشبه الاستوائيَّة، ويتهددها تدمير الموائل الطبيعيَّة

## وصلات خارجيَّة
- وقائع من موقع جمعيَّة الطيور العالميَّة..